# Lipaugus weberi
Lipaugus weberi е вид птица от семейство Cotingidae. Видът е застрашен от изчезване.

## Разпространение
Видът е разпространен в Колумбия.